# Typhochrestus cyrenanius
Espèce
Typhochrestus cyrenanius est une espèce d'araignées aranéomorphes de la famille des Linyphiidae.

## Distribution
Cette espèce est endémique de Libye.

## Étymologie
Son nom d'espèce lui a été donné en référence au lieu de sa découverte, la Cyrénaïque.

## Publication originale
- Denis, 1964 : On a collection of erigonid spiders from North Africa. Proceedings of the Zoological. Society of London, vol. 142, p. 379-390.